# Чивијашки карневал
Чивијашки карневал је културно-туристичка манифестација, која се одржава у Шапцу, у оквиру манифестације Шабачке чивијаде. На карневалу учествују трупе из преко десет земаља света. Сваке године на Чивијашки карневал дође око 40 трупа што је преко хиљаду учесника. На челу организације карневала је Радушко Јанковић.
Карневал се одржава сваке године у септембру, траје три дана и за то време могу се видети Дечији карневал, Велики међународни карневал, као и бројне пропратне манифестације (Чивијашко крчкање, Шампитијада, Чивијашки генијалци, такмичење у брзом куцању СМС порука, промоција туристичких потенцијала...).

## Дечији карневал
Дечији карневал је својеврстан увод у Велики међународни карневал, на којем се представљају костимирани најмлађи житељи града Шапца, заједно са гостима из других места. 

## Чивијашко коло
Чивијашко коло окупља све представнике културно-уметничких друштава из града и околине. Њему се могу прикључити остали суграђани, представници карневалских група и гледаоци. Као такво, ово коло тежи да једног дана уђе у Гинисову књигу рекорда. Одржава се сат времена пре почетка међународне карневалске поворке у пешачкој зони.

## Чивијашки генијалци
Чивијашки генијалци је део манифестације на којој учесници пуштају хелијумске балоне с порукама пријатељства. Од 2015. године уведена је новина да уместо порука, ученици могу послати и најлепши виц према њиховој нахођењу. Лепе речи о пријатељству или вицеве пишу ученици седмих разреда основних школа. Балон који најдаље одлети бива награђен од стране организатора док проналазач балона добија викенд у Шапцу и пригодне поклоне од организатора.

## Карневал беба и трудница
Карневал беба и трудница представља део манифестације која се једино одржава у Шапцу. Овом се манифестацијом жели да се промовише важност костимирања од малих ногу и жели да се усади карневалски дух у омладину. Карневал беба и трудница се одржава упоредо са дечјим карневалом.